# Pristomyrmex africanus
Pristomyrmex africanus är en myrart som beskrevs av Vladimir Aphanasjevich Karavaiev 1931. Pristomyrmex africanus ingår i släktet Pristomyrmex och familjen myror. Inga underarter finns listade i Catalogue of Life.

## Bildgalleri

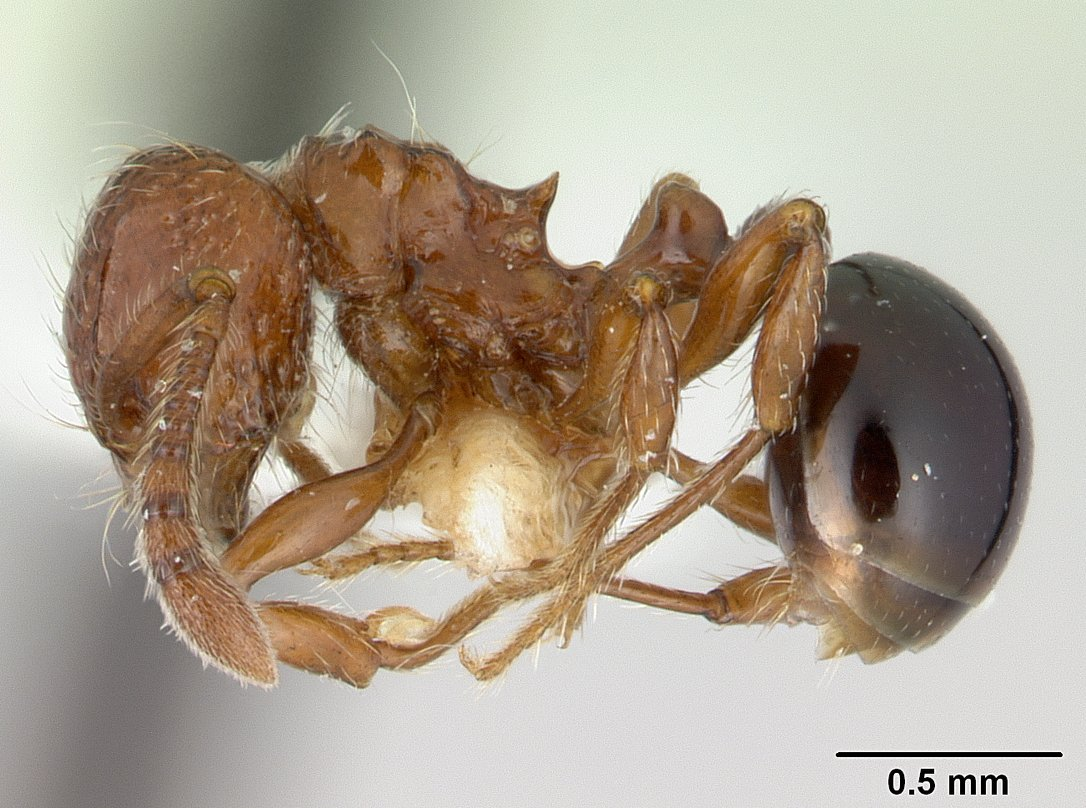